# Keo

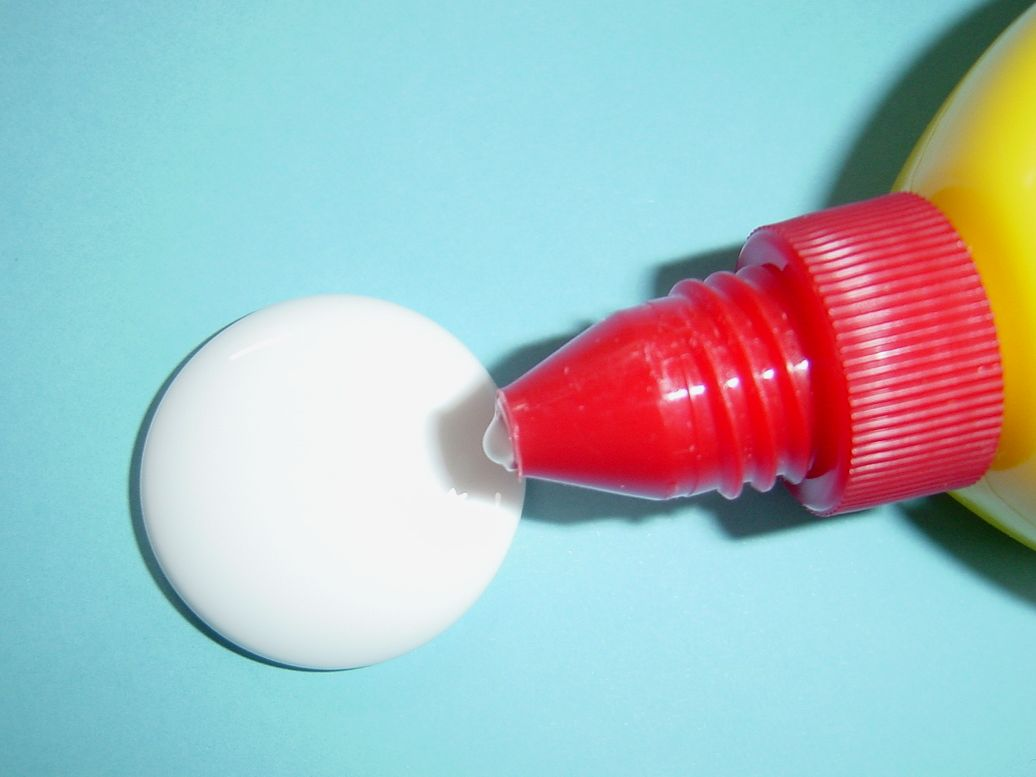
Một loại keo

Keo (tên khác: hồ dán) là vật liệu dùng để gắn hai bề mặt chặt vào nhau sau khi dung môi bay hơi (gôm arabic trong nước) hay khi có phản ứng hoá học (keo epoxy + chất đóng rắn). Keo cũng được dùng trong phẫu thuật để dán nối các đường khâu, mép da, niêm mạc, dán nối mạch máu, ống tiêu hoá, ống dẫn (niệu quản), v.v. keo dán còn dùng để cầm máu (cầm máu tạng nhu mô như gan, lách, thận). Trong y học, keo dán thường xuất phát từ este đơn phân ankyl xianoacrilat với gốc ankyl là: butyl, isobutyl, trifloisopropyl, heptyl, metyl, amyl, xianoacrilat, vv. Sau khi trùng hợp tạo nên một lớp dính các thanh mạc, niêm mạc, da với nhau; lực dính mạnh, đạt tới 200 kg/cm2. Thời gian trùng hợp từ 30 giây đến 55 giây. keo dán mô phải đạt yêu cầu là không gây hoặc ít gây phản ứng viêm, thời gian thoái biến sinh học không kéo dài và thời gian được đào thải ra khỏi cơ thể (trong nước tiểu, phân, vv.) không quá lâu.